# Maniac (1980)
Maniac (bra: O Maníaco) é um filme norte-americano do gênero terror, dirigido por William Lustig, com roteiro de C.A. Rosenberg e Joe Spinell.

## Elenco
- Joe Spinell – Frank Zito
- Caroline Munro – Anna D'Antoni
- Gail Lawrence – Rita
- Kelly Piper – enfermeira
- Rita Montone – Hooker
- Tom Savini – menino na discoteca
- Hyla Marrow – menina na discoteca
- James Brewster – menino na praia
- Linda Lee Walter – menina na praia
- Tracie Evans – prostituta
- Sharon Mitchell – enfermeira #2
- Nelia Bacmeister – Carmen Zito
- Louis Jawitz – diretor de arte
- Denise Spagnuolo – Denise
- Billy Spagnuolo – Billy
- Frank Pesce – repórter de televisão
- William Lustig - diretor do hotel